# 路面運送における労働時間及び休息期間に関する条約
路面運送における労働時間及び休息期間に関する条約（ろめんうんそうにおけるろうどうじかんおよびきゅうそくきかんにかんするじょうやく、英語: Convention concerning Hours of Work and Rest Periods in Road Transport）は、国際労働機関の条約。1979年6月27日に採択され、1983年2月10日に発効した。1939年の路面運送における労働時間及び休息時間の規律に関する条約を改正したものであり、運転者の運転時間の上限を1日9時間、1週48時間に定め、また4時間を超えての連続運転を禁じた。
2018年4月現在、9か国が批准している。